# Кокерелл, Кристабель
Кристабель Анни Кокерелл, леди Фрамптон (Фрэмптон) (англ. Christabel Annie Cockerell ; 21 октября 1864, Лондон, Великобритания — 18 марта 1951) — английская художница, живописец викторианской эпохи.

## Биография
Родилась в 1863 году, дочь Джорджа Рассела Кокерелла.
С 1882 года училась живописи в школе Королевской академии художеств, где познакомилась со своим будущим мужем скульптором Джорджем Фрамптоном. Они поженились в апреле 1893 года, а их сын, Мередит Фрэмптон, родился 17 марта 1894 года, он также стал художником.
С 1885 по 1910 год выставляла работы в Королевской академии художеств всегда под своей девичьей фамилией. Участница Венецианского биеннале 1897 года и Всемирной выставки в Париже в 1900 году.
Ее муж был посвящен в рыцари в 1908 году, а в 1910 году они переехали в новый дом, спроектированный им в котором у каждого была своя студия. Дом был показан в статье 1910 года «Последние проекты в отечественной архитектуре». Экстерьер дома на сегодняшний день практически не изменился.
Ее муж умер 21 мая 1928 года, а в 1930 году Кристабель подарила несколько бронзовых изделий художественной галерее Городского совета Камберуэлла в связи с привязанностью её мужа к Камберуэллу.

## Творчество

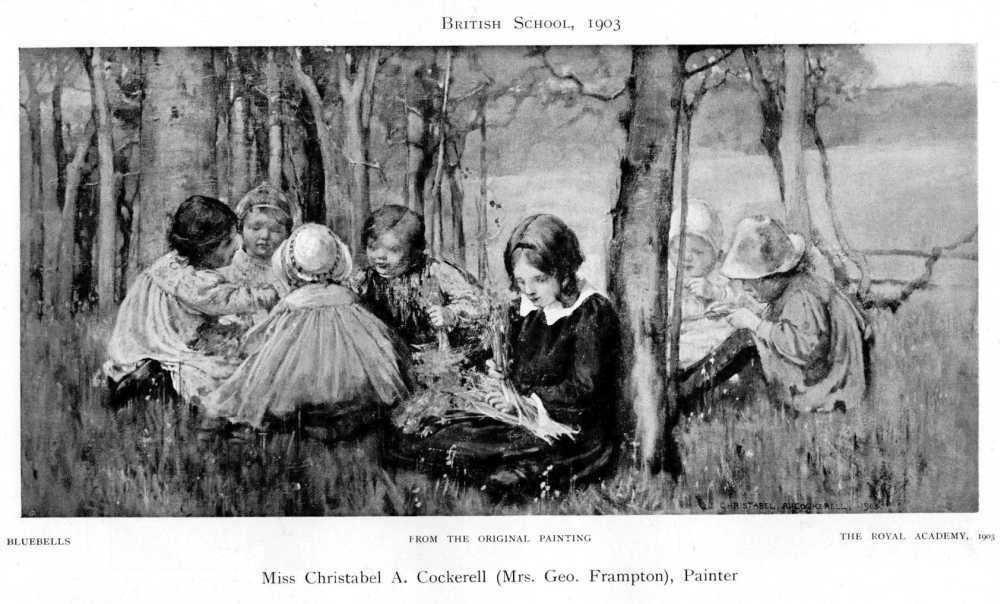
Колокольчики

Автор ряда портретов и пейзажей. Создала много картин с изображением детей.